# Tế bào ung thư
Tế bào ung thư là những tế bào phân chia không ngừng, tạo thành khối u rắn hoặc làm tràn ngập máu với các tế bào bất thường. Phân chia tế bào là một quá trình bình thường được sử dụng bởi cơ thể để tăng trưởng và sửa chữa. Một tế bào cha mẹ phân chia để tạo thành hai tế bào con và những tế bào con này được dùng để tạo ra mô mới hoặc để thay thế các tế bào đã chết vì lão hóa hoặc hư hỏng. Các tế bào khỏe mạnh ngừng phân chia khi cơ thể không còn cần thêm tế bào con, nhưng các tế bào ung thư thì vẫn tiếp tục phân chia. Chúng cũng có thể lây lan từ bộ phận này sang bộ phận khác trong một quá trình được gọi là di căn.

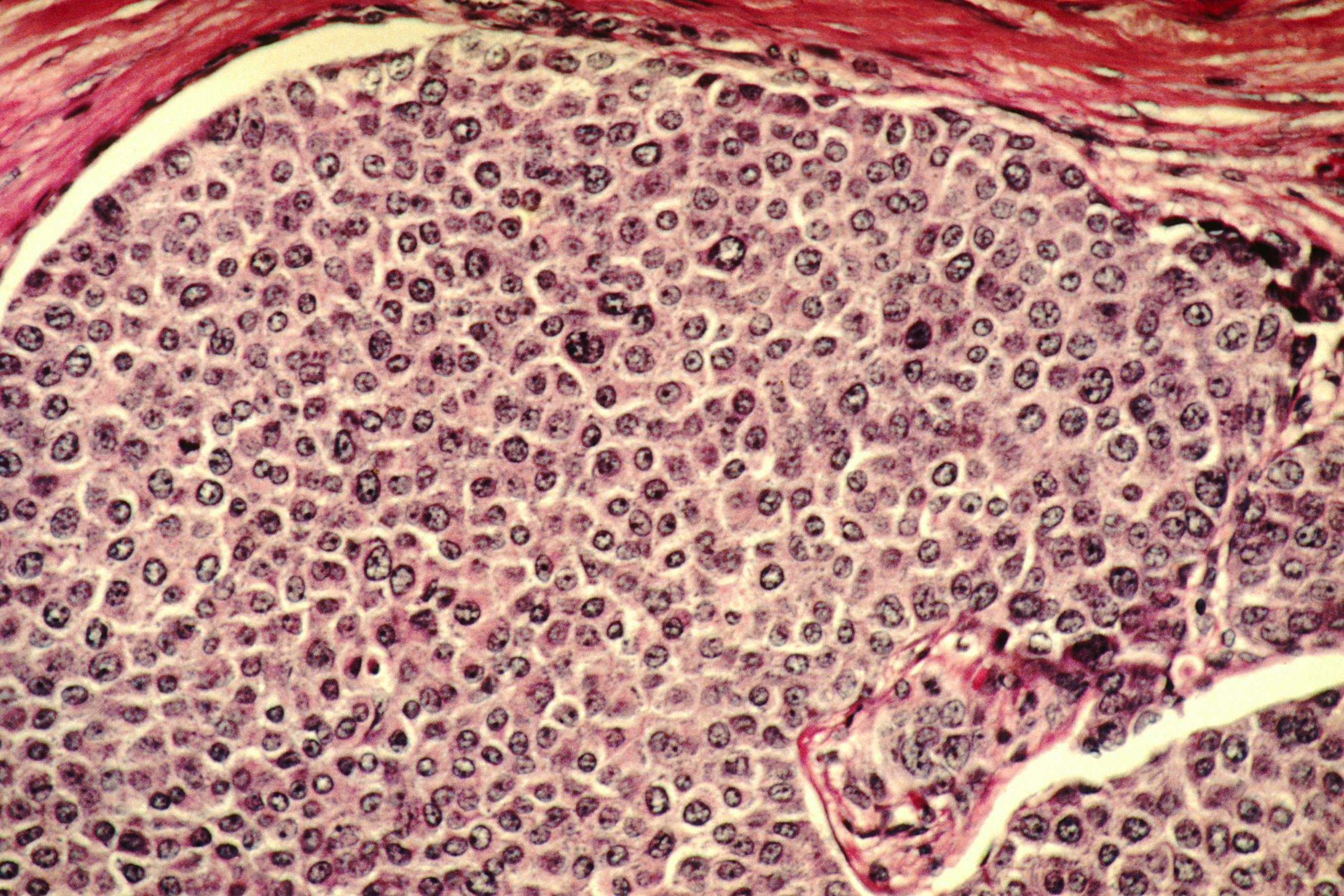
Tế bào ung thư vú

## Phân loại
Có nhiều loại tế bào ung thư khác nhau, được xác định theo loại tế bào mà chúng bắt nguồn.
- Ung thư biểu mô hay Carcinoma, phần lớn các tế bào ung thư có nguồn gốc biểu mô, bắt đầu trong các mô màng lót trên bề mặt của cơ thể.
- Bệnh bạch cầu, bắt nguồn từ các mô chịu trách nhiệm sản xuất các tế bào máu mới, phổ biến nhất là trong tủy xương.
- Ung thư hạch và u tủy, có nguồn gốc từ các tế bào của hệ thống miễn dịch.
- Sarcoma, bắt nguồn từ mô liên kết, bao gồm mỡ, cơ và xương.
- Hệ thống thần kinh trung ương, xuất phát từ các tế bào của cơ thể và tủy sống.
- U trung biểu mô, bắt nguồn từ trung biểu mô; lớp lót của khoang cơ thể.

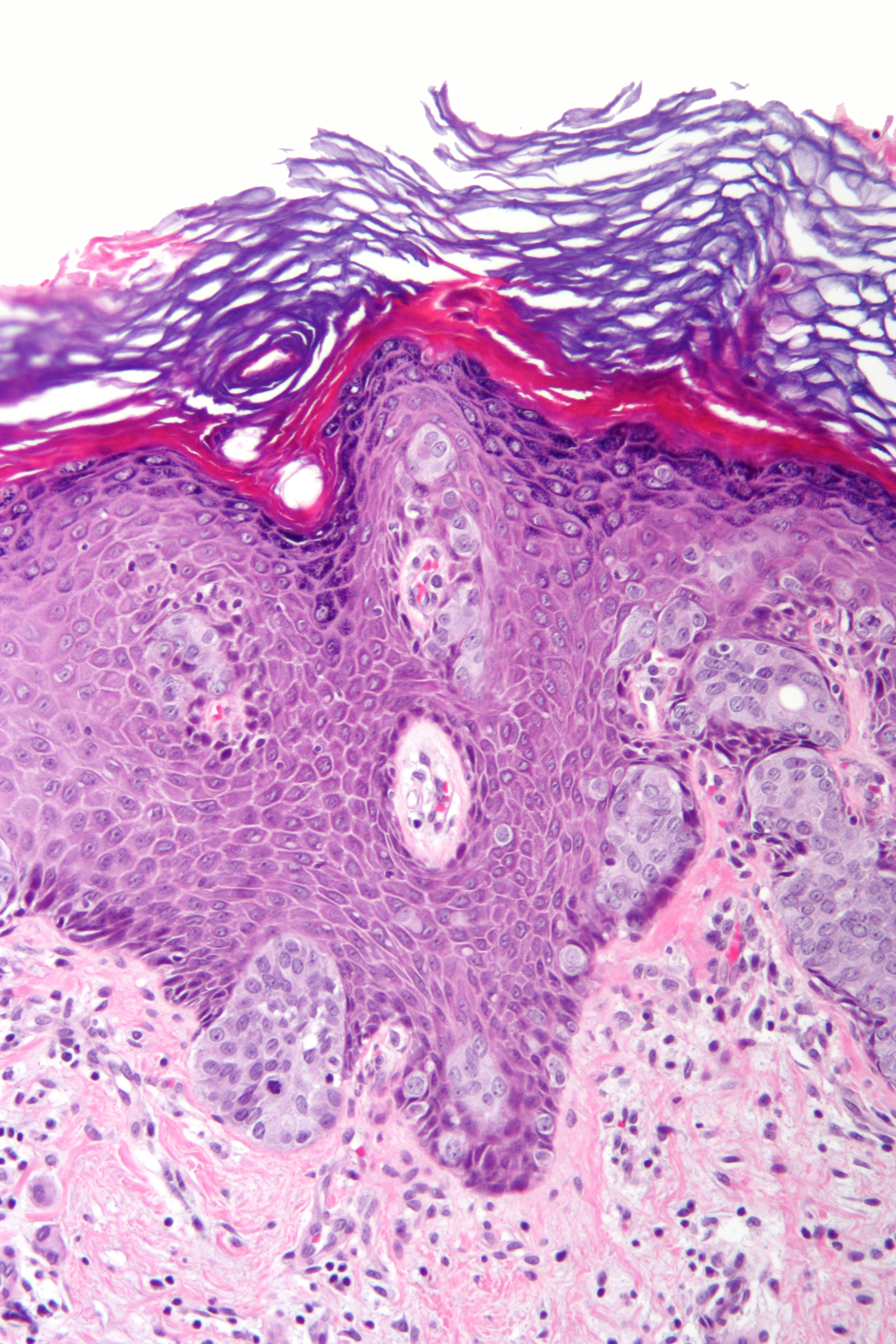
Ung thư biểu mô
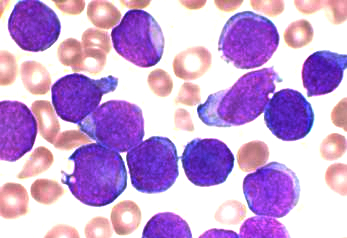
Bệnh bạch cầu
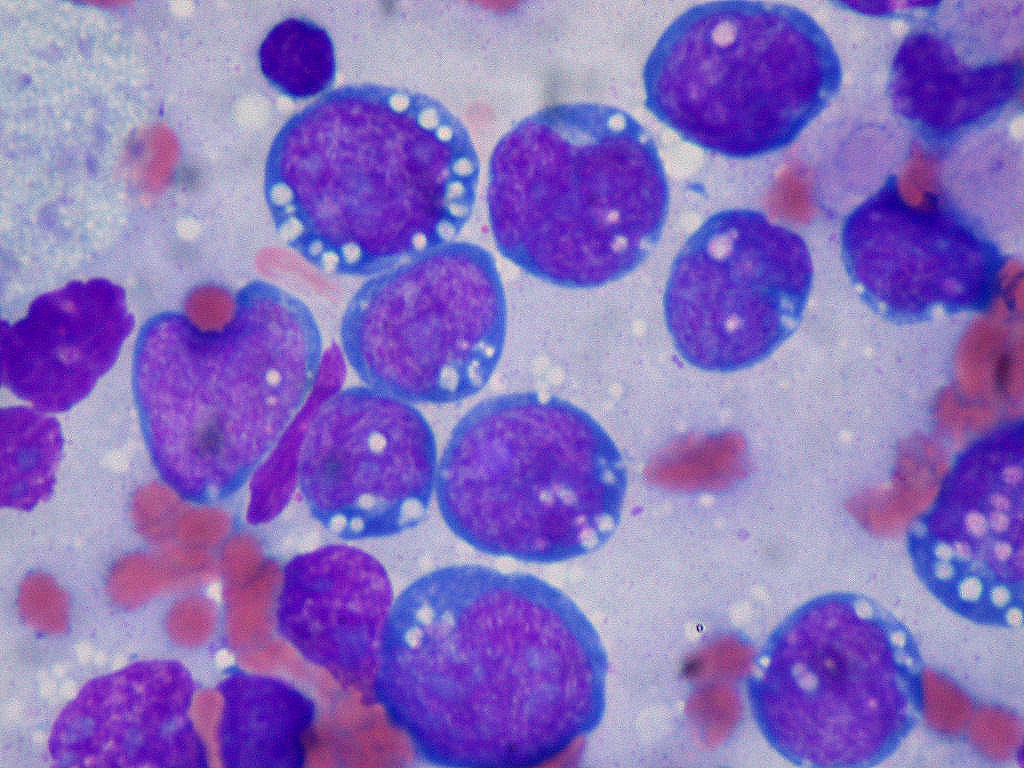
Ung thư hạch
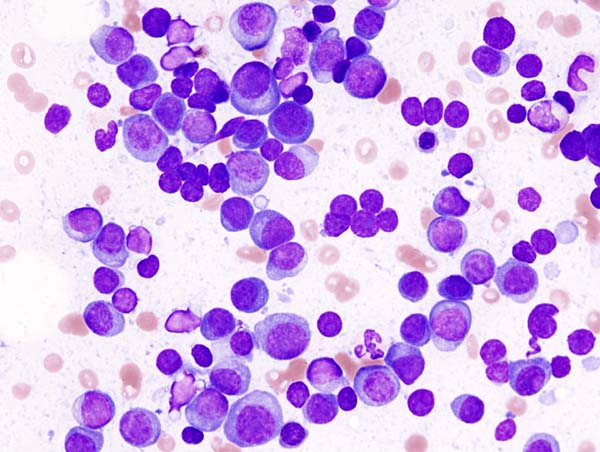
U tủy
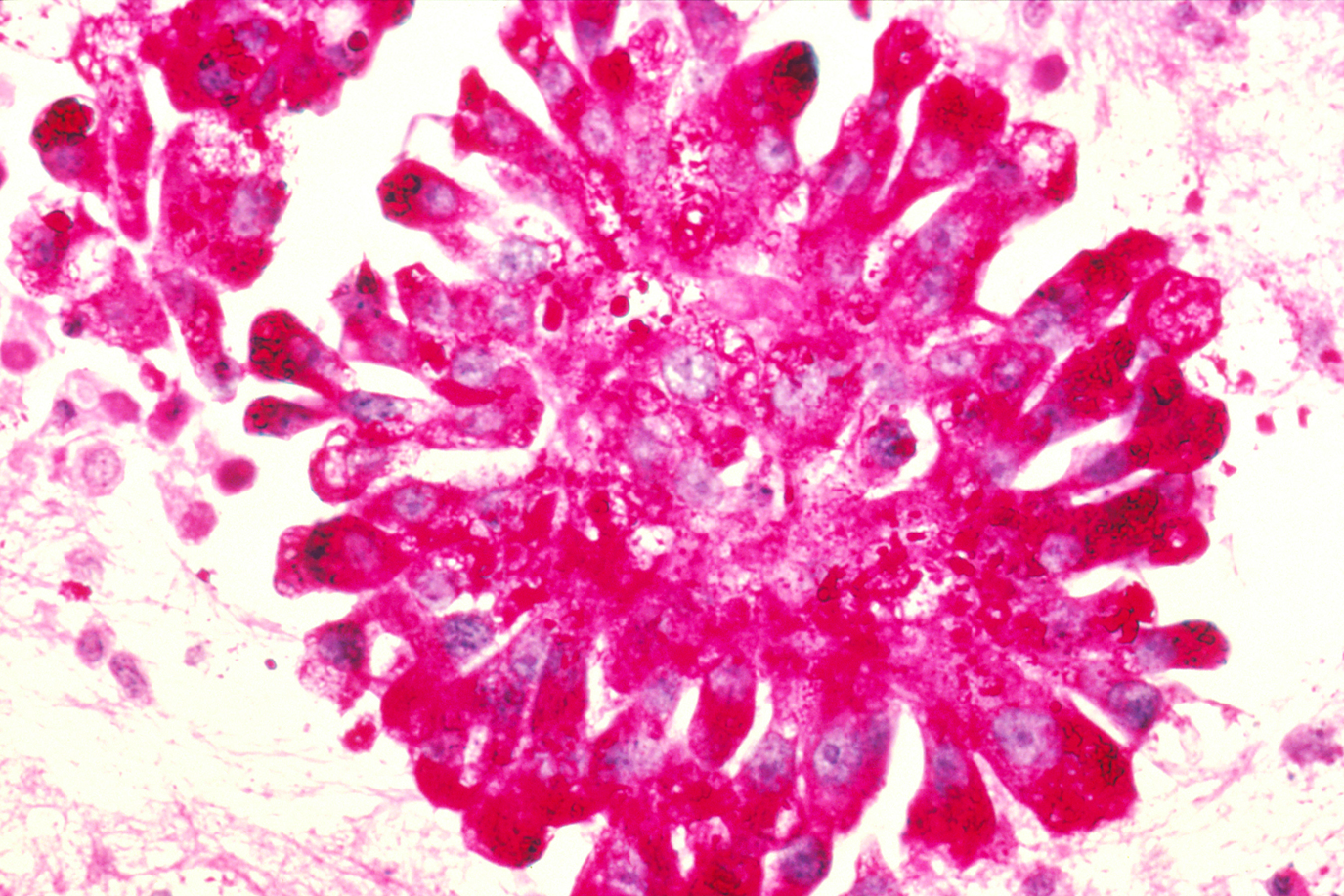
Sarcoma
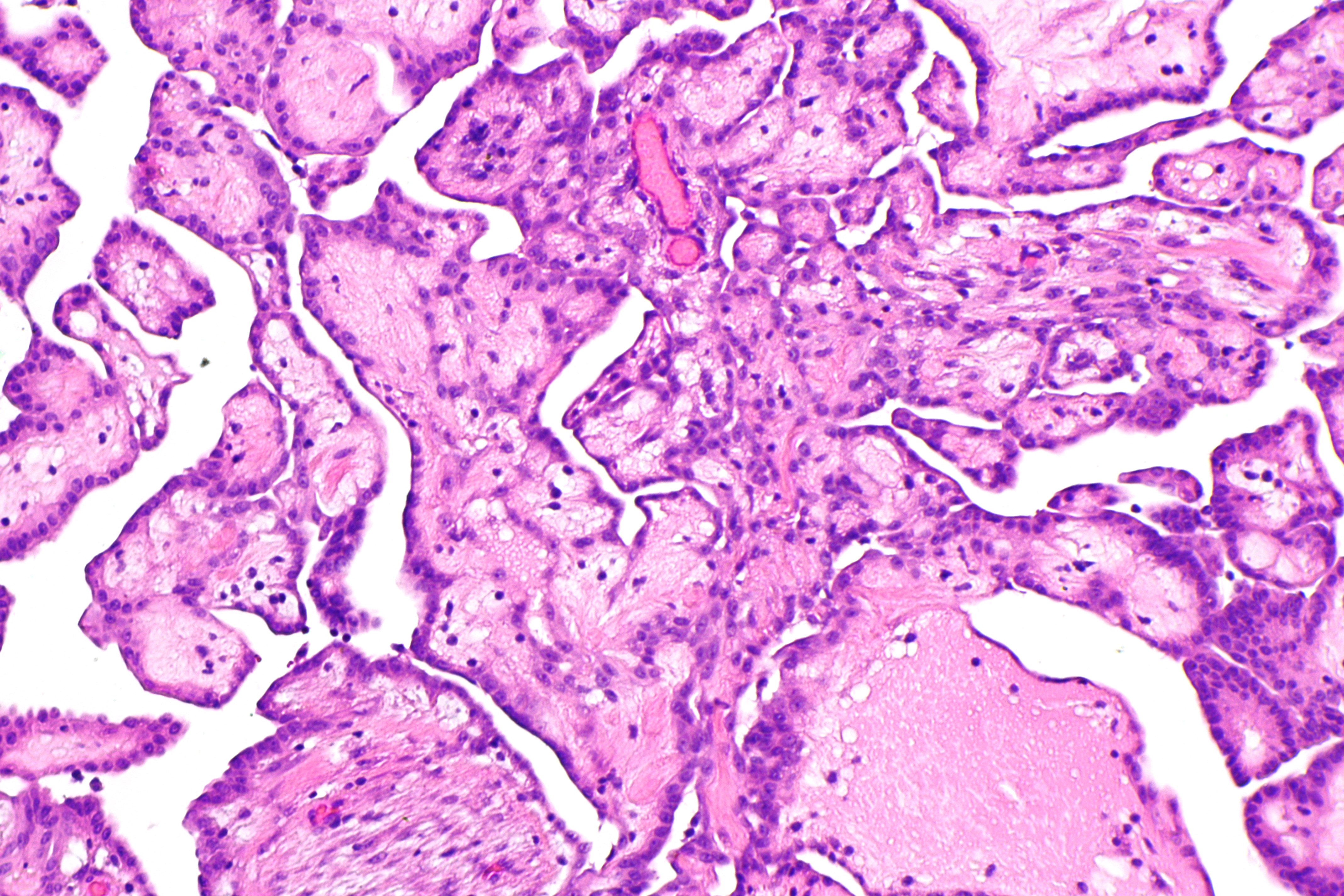
U trung biểu mô

## Mô học

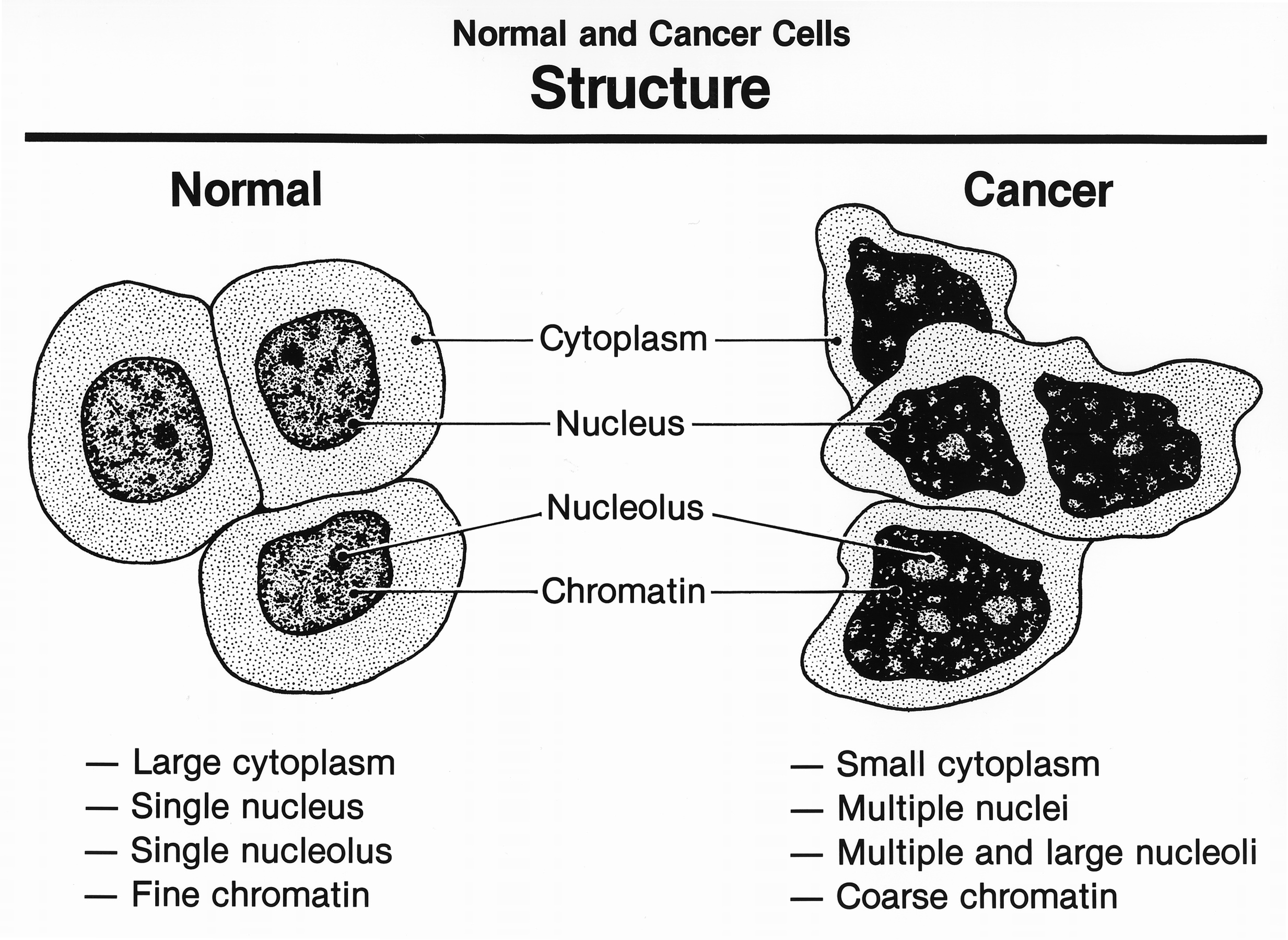
Đặc điểm mô học của tế bào bình thường và tế bào ung thư

Các tế bào ung thư có các đặc điểm mô học phân biệt có thể nhìn thấy dưới kính hiển vi. Các nhân tế bào thường là lớn và bất thường, và các tế bào chất cũng có thể có các điểm bất thường.

### Nhân tế bào
Hình dạng, kích thước, thành phần protein và kết cấu của nhân thường bị thay đổi trong các tế bào ác tính. Hạt nhân có thể thu được các rãnh, nếp gấp hoặc vết lõm, chất nhiễm sắc có thể tập hợp hoặc phân tán, và nhân con có thể bị mở rộng. Trong các tế bào bình thường, nhân thường có hình tròn hoặc hình elip, nhưng trong các tế bào ung thư, đường viền thường không đều. Sự kết hợp khác nhau của các bất thường là đặc trưng của các loại ung thư khác nhau, đến mức độ xuất hiện hạt nhân có thể được sử dụng như một dấu hiệu trong chẩn đoán và phân khúc ung thư.